# 리턴 (드라마)
《리턴》은 SBS에서 2018년 1월 17일부터 2018년 3월 22일까지 방송된 드라마 스페셜이다. 제목으로 사용된 '리턴'은 극 중 최자혜가 진행하고 있는 시사 프로그램의 명칭이기도 하다.
한편, 2018년 2월 8일 주동민 PD와 고현정(최자혜 역)과의 불화설로 고현정이 갑작스럽게 하차하면서 후임으로 박진희가 투입되었다. 그 결과 2018년 2월 15일 방송분(15회, 16회)에서는 최자혜 역할을 고현정과 박진희가 각각 연기하는 상황이 벌어지기도 했다.

## 줄거리
도로 위 의문의 시신! 살인 용의자로 떠오른 4명의 상류층, TV 리턴쇼 진행자 최자혜 변호사가 촉법소년 출신 독고영 형사와 함께 살인 사건의 진실을 과감히 파헤쳐 나가는 사회파 스릴러 드라마.

## 등장 인물

### 주요인물
- 고현정 (중도 하차) → 박진희 : 최자혜 / 정인해(45세) 역 (아역 이미소 (특별출연)) - 변호사, TV 법정 쇼 리턴의 진행자
- 이진욱 : 독고영(38세) 역 - 강동경찰서 강력1팀 형사
- 신성록 : 오태석(34세) 역 (아역 박영훈) - (주)Namo 대표
- 봉태규 : 김학범(34세) 역 (아역 신영규) - 사학 재벌가 아들
- 박기웅 : 강인호(34세) 역 (아역 이재백) - 태하그룹 본부장
- 정은채 : 금나라(34세) 역 - 경력 단절 변호사, 강인호의 아내
- 윤종훈 : 서준희(34세) 역 (아역 지민혁) - 대명종합병원 외과 의사

### 주변 인물
- 오대환 : 김정수(38세) 역 - 대명종합병원 신경외과 의사
- 김희정 : 강영은(28세) 역 - 법무법인 데미테르 최자혜 변호사 사무장
- 김동영 : 김동배(28세) 역 (아역 송준희) - 강동경찰서 강력1팀 형사
- 서혜린 : 고석순(53세) 역 - 국과수 부검의 (특별출연)
- 손종학 : 안학수(56세) 역 - 전직 형사 (특별출연)
- 조달환 : 태민영 역 (아역 김상우) - 일용직
- 이부영 : 진현배 역 - 강동경찰서 강력 1팀장
- 김수환 : 백기만 역 - 강동경찰서 강력 1팀 데스크
- 장솜이 : 나경란 역 - 강동경찰서 강력 1팀 막내

### 그 외 인물
- 신린아 : 강달래 역 - 강인호와 금나라의 딸
- 이시유 : 최경민 역
- 류예리 : 와인바 매니저 역
- 윤주희 : 박진주 역
- 홍지윤 : 방선영 역
- 김진근 : 강정욱 역 - 태하그룹 회장, 강인호의 아버지
- 주영호
- 송영근
- 고수진 : 김하은 역 - 로펌 사무원
- 고은이
- 이현웅
- 황인준
- 최민금
- 한은서 : 김수현 역 - 김정수 동생
- 김다원 : 학범 조교 역
- 김병철
- 태원석
- 정찬우 : 김실장 역
- 김정영 : 김동배의 어머니 역
- 김재홍
- 전단아
- 유성주
- 이인경
- 지서아
- 이시훈 : 형사 역
- 박옥출
- 최명빈 : 소미 역
- 홍승일 : 주찬영 기자 역
- 정명준
- 이인권
- 이현걸
- 최리호

### 특별출연
- 한다감 : 염미정(38세) 역 (아역 김세온)
- 박준규 : 박 변호사 역
- 신유람 : 마약 밀매업자 역
- 정한헌 : 서준희의 아버지 역 - 대명종합병원 원장
- 김형묵 : 김병기 역 - 외제차 딜러
- 강남길 : 판사 역
- 조승연 : 검사 역
- 이계인
- 김명수 : 임우재 판사 역
- 이승형
- 윤용현
- 김민옥
- 장혁진
- 추헌엽 : 검사 역
- 안혜경 : 의뢰인 역
- 정지윤
- 정진수
- 강태성 : 외제차 딜러 역

## 촬영지
- 아트센터 화이트블럭
- 볼트82
- 더 발렌티 청담(스텔라리움)
- 원효대교
- 신망리역 기찻길
- 신한대학교 제2캠퍼스

## 시청률
최저 시청률과 최고 시청률은 시청률 조사회사와 지역별로 시청률에 차이가 있을 수 있습니다.
| 2018년      | 2018년      | 2018년         | 2018년       | 2018년         | 2018년       |
| 회차        | 방송일      | TNmS 시청률    | TNmS 시청률  | AGB 시청률     | AGB 시청률   |
| 회차        | 방송일      | 대한민국(전국) | 서울(수도권) | 대한민국(전국) | 서울(수도권) |
| ----------- | ----------- | -------------- | ------------ | -------------- | ------------ |
| 제1회       | 1월 17일    | 6.6%           | 7.4%         | 6.7%           | 7.5%         |
| 제2회       | 1월 17일    | 7.8%           | 9.3%         | 8.5%           | 9.0%         |
| 제3회       | 1월 18일    | 7.0%           | 7.7%         | 7.8%           | 8.5%         |
| 제4회       | 1월 18일    | 7.9%           | 8.6%         | 9.0%           | 9.7%         |
| 제5회       | 1월 24일    | 9.1%           | 10.2%        | 11.0%          | 12.0%        |
| 제6회       | 1월 24일    | 10.5%          | 12.4%        | 14.1%          | 16.0%        |
| 제7회       | 1월 25일    | 9.8%           | 10.9%        | 12.7%          | 13.6%        |
| 제8회       | 1월 25일    | 11.5%          | 12.7%        | 15.2%          | 16.4%        |
| 제9회       | 1월 31일    | 9.6%           | 10.9%        | 12.7%          | 14.0%        |
| 제10회      | 1월 31일    | 11.2%          | 12.8%        | 15.1%          | 16.7%        |
| 제11회      | 2월 1일     | 11.2%          | 12.7%        | 14.2%          | 15.8%        |
| 제12회      | 2월 1일     | 12.7%          | 14.4%        | 16.0%          | 17.7%        |
| 제13회      | 2월 7일     | 10.4%          | 12.1%        | 14.4%          | 16.2%        |
| 제14회      | 2월 7일     | 12.6%          | 14.8%        | 17.4%          | 19.6%        |
| 제15회      | 2월 14일    | 11.5%          | 12.7%        | 12.8%          | 14.0%        |
| 제16회      | 2월 14일    | 15.7%          | 16.9%        | 17.0%          | 18.2%        |
| 제17회      | 2월 22일    | 11.3%          | 12.5%        | 12.2%          | 13.6%        |
| 제18회      | 2월 22일    | 13.8%          | 15.4%        | 16.5%          | 18.2%        |
| 제19회      | 2월 28일    | 10.7%          | 11.2%        | 11.5%          | 12.0%        |
| 제20회      | 2월 28일    | 13.5%          | 14.3%        | 15.2%          | 16.0%        |
| 제21회      | 3월 1일     | 11.8%          | 13.0%        | 13.6%          | 14.8%        |
| 제22회      | 3월 1일     | 14.1%          | 15.5%        | 16.3%          | 17.7%        |
| 제23회      | 3월 7일     | 11.6%          | 12.8%        | 13.7%          | 14.9%        |
| 제24회      | 3월 7일     | 14.0%          | 15.7%        | 16.2%          | 17.9%        |
| 제25회      | 3월 8일     | 11.8%          | 13.5%        | 13.4%          | 15.1%        |
| 제26회      | 3월 8일     | 13.7%          | 14.9%        | 16.2%          | 17.4%        |
| 제27회      | 3월 14일    | 10.4%          | 12.0%        | 12.1%          | 13.7%        |
| 제28회      | 3월 14일    | 12.2%          | 14.3%        | 14.7%          | 16.7%        |
| 제29회      | 3월 15일    | 11.2%          | 12.8%        | 13.0%          | 14.6%        |
| 제30회      | 3월 15일    | 12.6%          | 14.5%        | 15.2%          | 17.1%        |
| 제31회      | 3월 21일    | 10.0%          | 11.6%        | 13.3%          | 14.9%        |
| 제32회      | 3월 21일    | 11.8%          | 13.5%        | 16.1%          | 17.8%        |
| 제33회      | 3월 22일    | 12.7%          | 14.8%        | 14.6%          | 16.4%        |
| 제34회      | 3월 22일    | 13.8%          | 15.6%        | 16.7%          | 18.4%        |
| 평균 시청률 | 평균 시청률 | 11.3%          | 12.8%        | 13.7%          | 15.1%        |

## 결방 사유 및 연장
- 2018년 2월 8일, 2월 15일, 2월 21일 : 2018년 동계 올림픽 중계방송으로 인해 결방
- 2018년 3월 19일 : 리턴 방영 분량이 32부작에서 2회 연장되어 34부작으로 변경 및 확정되었다.

## 참고 사항
- 폭력성 시비 문제로 인해 해당 주무부처인 여성가족부 측에서 청소년 보호법상, 청소년 유해 매체물로 고시하였다(1회, 2회 방송분).[4][5]
- 본 드라마는, 방송통신심의위원회의 시정 조치 결정에 따라, '경고' 조치를 수차례 받았다.

## 동시간대 드라마
- KBS 수목 미니시리즈

《흑기사》 (2017년 12월 6일 ~ 2018년 2월 8일)
《추리의 여왕 2》 (2018년 2월 28일 ~ 2018년 4월 19일)
- MBC 수목 미니시리즈

《로봇이 아니야》 (2017년 12월 6일 ~ 2018년 1월 25일)
《하얀거탑》 (2018년 1월 22일 ~ 2018년 3월 15일)
《손 꼭 잡고, 지는 석양을 바라보자》 (2018년 3월 21일 ~ )
- tvN 수목드라마

《마더》 (2018년 1월 24일 ~ 2018년 3월 15일)